# Koll.se
Koll.se var en svensk webbportal som startade 1999 och lades ned 2001. Den nyinvigdes 2004 som annonsmarknad för privatpersoner.
15 november 1999 startade Dagens Nyheter webbportalen Koll.se i samarbete med Bonnier Media. Inledningsvis omfattade portalen sökfunktioner, länksamlingar, nyheter, gratis e-post och väder. Tanken var att Koll.se skulle konkurrera med Passagen, Everyday, Spray.se och Yahoo. Portalen gick dock dåligt och därför stängdes den i februari/mars 2001.
2 juni 2004 nyöppnade Koll.se som annonsmarknad för privatpersoner med fokus på kategorierna bil, båt, köp & sälj och bostad. Dagens Nyheter, Expressen, Göteborgs-Posten, Sydsvenska Dagbladet och TV4 stod bakom nysatsningen.

### Webbkällor
- Bonnier: Koll.se - Företagsinformation (Arkiverad 23 juni 2007)